# Eerste Slag bij de Mazurische Meren
De Eerste Slag bij de Mazurische Meren was een offensief aan het oostfront tijdens de Eerste Wereldoorlog. De slag vond plaats van 7 september tot 14 september 1914 en werd uitgevochten tussen het keizerrijk Rusland en het Duitse Keizerrijk.
Tijdens het offensief werd het Russische 5e Leger teruggedreven over het gehele front en uiteindelijk Duitsland uitgedreven in complete wanorde. Verder succes bleef uit door het arriveren van het Russische 10e Leger aan de Duitse linkerflank. Alhoewel het niet zo’n vernietigende nederlaag was als de Slag bij Tannenberg die twee weken daarvoor had plaatsgevonden, verstoorde het de Russische plannen voor de lente van 1915 behoorlijk.